# Становая (станция)
Станова́я — железнодорожная станция в Становлянском районе Липецкой области. Расположена в селе Становое на 395 километре линии Елец — Узловая.
Линия была построена в 1874 году. Тогда же станции недалеко от деревни Становая (ныне вошла в состав села Станового) дали название Становая.
На Становой 29 октября 1919 года выступил с митингом председатель Всероссийского центрального исполнительного комитета (ВЦИК) М. И. Калинин, который прибыл сюда на агитпоезде «Октябрьская революция».